# Australosomus
Australosomus è un genere di pesci ossei estinto, appartenente ai folidopleuriformi. Visse nel Triassico inferiore (circa 251 - 247 milioni di anni fa) e i suoi fossili sono stati ritrovati in Madagascar, in Groenlandia e in Canada.

## Descrizione
Questo pesce era solitamente di piccole-medie dimensioni, e difficilmente superava i 10 centimetri di lunghezza. Il corpo era affusolato e allungato, e si assottigliava soprattutto nella parte posteriore. Erano presenti una pinna dorsale e una pinna anale, di forma piuttosto allungata e poste in posizione molto arretrata. Le pinne pettorali erano strette e allungate, mentre le pinne pelviche erano quasi inesistenti. La pinna caudale era biforcuta. Il cranio era dotato di obite tondeggianti e di un muso corto. Il corpo era ricoperto di scaglie alte e di forma rettangolare; lungo i fianchi le scaglie erano più alte rispetto al resto del corpo. 

## Classificazione
Australosomus è stato descritto per la prima volta da Piveteau nel 1934, sulla base di resti fossili ritrovati in Madagascar; la specie tipo è Australosomus merlei. Altre specie attribuite a questo genere provengono sempre dal Madagascar (A. altisquamosus, A. longirostris) e dalla Groenlandia (A. kochi, A. simplex e A. pholidopleuroides), tutte risalenti al Triassico inferiore. Altri fossili attribuibili ad Australosomus provengono dal Triassico inferiore del Canada (Columbia Britannica). Fossili attribuibili a forme simili ad Australosomus provengono dal Triassico superiore dell'Arizona.

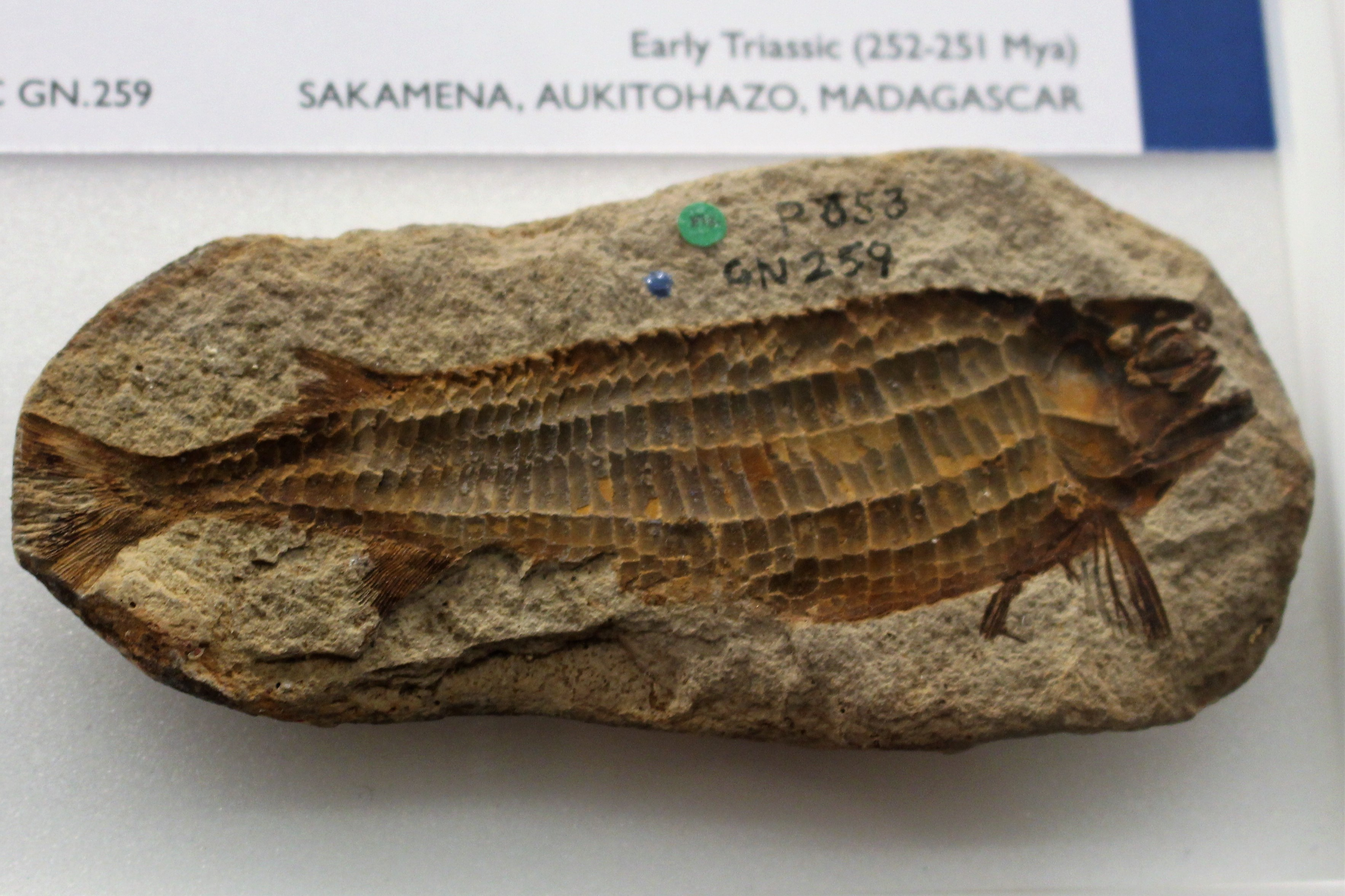
Fossile di Australosomus merlei

Australosomus fa parte dei folidopleuriformi, un piccolo gruppo di pesci ossei tipici del Triassico, dotati di corpo allungato e scaglie alte lungo i fianchi. Australosomus sembrerebbe essere stato affine al genere eponimo Pholidopleurus.

## Paleoecologia
Si pensa che Australosomus fosse un piccolo predatore che praticava una caccia di agguato; possedeva una mascella libera, anche se non così specializzata come nei pesci teleostei. Probabilmente Australosomus riusciva a risucchiare le prede quando apriva la bocca.